# Super Bowl VII
Super Bowl VII je bio završna utakmica 53. po redu sezone nacionalne lige američkog nogometa. U njoj su se sastali pobjednici NFC konferencije Washington Redskinsi i pobjednici AFC konferencije Miami Dolphinsi. Pobijedili su Dolphinsi rezultatom 14:7, te tako osvojili svoj prvi naslov prvaka, nakon što su neporaženi prošli kroz cijelu sezonu i doigravanje.
Utakmica je odigrana na stadionu Los Angeles Memorial Coliseum u Los Angelesu u Kaliforniji, kojem je to bilo drugo domaćinstvo Super Bowla (zadnje Super Bowl I 1967. godine).

## Tijek utakmice
| Četvrtina | Vrijeme | Momčad | Informacija o promjeni rezultata                                                    | Rezultat | Rezultat |
| Četvrtina | Vrijeme | Momčad | Informacija o promjeni rezultata                                                    | Redskins | Dolphins |
| --------- | ------- | ------ | ----------------------------------------------------------------------------------- | -------- | -------- |
| 1         | 0:01    | MIA    | touchdown dodavanjem (Griese-Twilley), uspješan pokušaj za dodatni poen (Yepremian) | 0        | 7        |
| 2         | 0:18    | MIA    | touchdown probijanjem (Kiick), uspješan pokušaj za dodatni poen (Yepremian)         | 0        | 14       |
| 4         | 2:07    | WAS    | touchdown nakon osvojenog fumblea (Bass), uspješan pokušaj za dodatni poen (Knight) | 7        | 14       |

## Statistika utakmice

### Statistika po momčadima
| Statistika                                                      | Washington Redskins | Miami Dolphins |
| --------------------------------------------------------------- | ------------------- | -------------- |
| Prvih pokušaja                                                  | 16                  | 12             |
| Ukupno osvojenih jardi                                          | 228                 | 253            |
| Broj napada probijanjem                                         | 36                  | 37             |
| Ukupno jardi osvojenih probijanjem                              | 141                 | 184            |
| Broj napada s kompletiranim dodavanjem/ukupno napada dodavanjem | 14/28               | 8/11           |
| Ukupno jardi osvojenih dodavanjem                               | 87                  | 69             |
| Izgubljenih lopti                                               | 3                   | 2              |
| Prekršaji (izgubljenih jardi)                                   | 3 (25)              | 3 (35)         |
| Vrijeme posjeda lopte (min:s)                                   | 32:31               | 27:29          |

### Statistika po igračima
| Quarterback        | Dodavanja* | Yds** | TD*** | Int**** |
| ------------------ | ---------- | ----- | ----- | ------- |
| Billy Kilmer (WAS) | 14/38      | 104   | 0     | 3       |
| Bob Griese (MIA)   | 8/11       | 88    | 1     | 1       |

Napomena: * - broj kompletiranih dodavanja/ukupno dodavanja, ** - ukupno jardi dodavanja, *** - broj touchdownova (polaganja), **** - broj izgubljenih lopti